# Ruitvlekrietklimmer
De ruitvlekrietklimmer of eenstippige loopkever (Demetrias monostigma) is een keversoort uit de familie van de loopkevers (Carabidae). De wetenschappelijke naam van de soort werd in 1819 gepubliceerd door George Samouelle.

## Synoniemen
- Dromius unipunctatus Germar, 1824